# Dressleria helleri
Dressleria helleri är en orkidéart som beskrevs av Dodson. Dressleria helleri ingår i släktet Dressleria och familjen orkidéer. Inga underarter finns listade i Catalogue of Life.